# Allure (profumo)
Allure è un profumo creato dalla casa di moda Chanel nel 1996.

## Storia
Il profumo è stato creato da Jacques Polge, così come tutte le sue varianti successive, e lanciato sul mercato nel 1996.
Secondo quanto scritto da Luca Turin nel volume Perfumes, Allure trarrebbe ispirazione da Dune, profumo commercializzato nel 1991 da Dior, e che a sua volta era ispirato a Must di Cartier, lanciato nel 1981. A differenza di quanto accade normalmente, in cui le note olfattive tendono a comparire secondo la tradizionale struttura a piramide, secondo Chanel Allure agirebbe in modo diverso. Secondo Chanel infatti il profumo ha molteplici facce ed "è tagliato come un diamante con 6 sfaccettature che si sovrappongono, senza alcuna singola nota dominante".
Fra le modelle ad aver prestato il proprio volto alle campagne pubblicitarie di Allure si possono citare Natane Adcock, Karen Alexander, Nora Ariffin, Laetitia Casta, Elisabet Davidsdottir, Waris Dirie, Nadège du Bospertus, Lonneke Engel, Mak Gilchrist, Diane Heidkruger, Laetitia Herrera, Kirsty Hume, Kiara Kabukuru, Shirley Mallmann, Chandra North, Julie Ordon, Irene Pfeiffer, Jaime Rishar, Karin Saby, Beri Smither, Ling Tang, Simone Van Baal, Patricia Velásquez, Yasmin Warsame e Tara Westwood.
Nel corso degli anni Allure e le sue varie rielaborazioni hanno ricevuto numerosi FiFi Award: nel 1997 ha vinto come "fragranza dell'anno", nel 1999 e nel 2000 Alure Homme ha vinto il premio come "miglior profumo maschile", nel 2004 e nel 2008 il profumo ha vinto nella categoria "migliore campagna pubblicitaria".

## Varianti
- Allure Homme' (legnoso-ambrato)[2]: lanciato nel 1998 e creato da Jacques Polge, con note di mandarino, limone, pesca, bergamotto, fresia, geranio, rosa, gelsomino, benzoino, fava tonka, sandalo e vaniglia.
- Allure Homme Sport (speziato-esperidato)[2]: lanciato nel 2004 e creato da Jacques Polge.
- Allure Homme Sport Cologne (legnoso-esperidato)[2]: lanciato nel 2007 e creato da Jacques Polge.
- Allure Sensuelle (orientale-floreale)[2]: lanciato nel 2006 e creato da Jacques Polge, con note di testa di bergamotto, mandarino e pepe rosa, note di cuore di gelsomino, rosa, iris, frutta candita e vetiver, e note di base di vaniglia, ambra, patchouli, incenso e muschio.